# Ostrov u Bezdružic
Ostrov u Bezdružic là một làng thuộc huyện Plzeň-Bắc (huyện), vùng Plzeňský, Cộng hòa Séc.